# アウターレンジ -領域外-
『アウターレンジ ～領域外～』(Outer Range)はアメリカ合衆国のSF西部劇ミステリーテレビドラマシリーズである。

## 概要
2022年4月15日にAmazon Prime Videoで配信開始された。シーズン1は全8話で構成される。全7話のシーズン2は2024年5月16日に配信された。2024年7月に打ち切られた。

## あらすじ

### シーズン1
ワイオミング州の田舎町で人々の失踪事件が頻発する。牧場を営むアボット家の長男ペリーの嫁レベッカも娘エイミーを残して失踪する。奇妙な石に魅かれた隣人の富裕な牧場主のウェイン・ティラーソンが、石を産出するアボット牧場の西側の土地の権利を主張する。謎めいた女性オータムがアボット牧場内でキャンプする。ペリーが喧嘩の末にティラーソン家の長男トレヴァーと喧嘩になり、殴り殺してしまう。アボット家の当主ロイヤルは死体を奇妙な底なし穴に投げ込んで事件を隠蔽するが、死体は別の場所に現れ、死亡推定時刻は大幅にずれている。オータムにより穴に落とされたロイヤルは2年後の未来を訪れた末に戻る。ペリーは自白して逮捕されるも牧場を抵当に保釈される。ロイヤルはかつて穴に飛び込んで1886年から1968年に移動したことをペリーに語る。ペリーが穴に飛び込んで消え、ペリーが戻らなければ牧場は没収されることになる。ウェインは脳卒中で倒れ、財産を次男のルークではなく三男のビリーに渡すという遺言が明らかになる。エイミーは母レベッカに再会し同行する。アボット家の次男レットは町を出ようとする。オータムとビリーはロイヤルと撃ち合い、ビリーは重傷を負い、バイソンの大群に巻き込まれてオータムも負傷する。ロイヤルは、額の傷からオータムがエイミーの成長した姿であることに気づく。ロイヤルとセシリアは家族と牧場をすべて失う瀬戸際に立つ。

### シーズン2
ジョイは1882年に飛ばされ、そこで4年間を先住民たちと過ごした後にロイヤルの後を追って穴に飛び込み、元の時代に戻る。穴による時間旅行を知り、ロイヤルと助け合うようになる。
ペリーは両親の結婚前の時代に飛び、セシリアと交際するウェインと揉め事を起こす。若き日のロイヤルによって穴に投げ込まれ、元の時代の自分がトレヴァーを殺した日に戻って介入し、逆に自分が殺される場面を目撃し、死んだ自分を黒い穴に投げ込んで入れ替わる。ここからはペリーがトレヴァーを殺さなかった時間線が始まる。
現在、ロイヤルはエイミーであると知ったオータムを家に引き取るも、オータムはエイミーであったころの記憶を無くしている。エイミーの失踪を知ったレットは家に戻る。ペリーが保釈中に失踪したため、アボット家は牧場をすべて失う瀬戸際に立たされる。だがケン牧師の奔走で、保釈金支払いの目途がつく。採掘会社の科学者は、アボット牧場の下には時間が川のように流れていると語る。ビリー・ティラーソンは一時寝たきりとなるも、父ウェインは脳卒中から急速に回復する。ルーク、ウェイン、オータムはそれぞれ黒い鉱物を服用して未来のビジョンを見る。ルークは回復したビリーを乱闘で殺してしまい、絶望したウェインは家に火をつけ、穴に飛び込む。オータムはエイミーを探し出し、穴に投げ込もうとする。ジョイは阻止しようとしてオータムを撃つも、エイミーは穴に落ちる。エイミーは十数年前の浜辺で救助され、記憶を無くしてオータムと名乗る。

## 登場人物
※括弧内は日本語吹替。

### メイン
- ロイヤル・アボット: ジョシュ・ブローリン（宮内敦士[5]） - 牧場主で家長、旧姓はサムナー
- セシリア・アボット : リリ・テイラー（八十川真由野[5]） - ロイヤルの妻
- ペリー・アボット : Tom Pelphrey（江頭宏哉[5]） - アボット家の長男
- エイミー・アボット : Olive Abercrombie - ペリーの娘
- レット・アボット : ルイス・プルマン（菅原雅芳） - アボット家の次男
- パトリシア・ティラーソン : Deirdre O'Connell - ウェインの元妻
- ルーク・ティラーソン : ショーン・サイポス - ティラーソン家の次男
- ビリー・ティラーソン : ノア・リード（英語版） - ティラーソン家の三男
- オータム・リヴァース : イモージェン・プーツ（近藤唯） - アボット牧場でキャンプする謎の女
- ジョイ・ホーク : Tamara Podemski - 先住民の保安官代理で暫定保安官
- マリア・オルヴァレス : Isabel Arraiza - レットが付き合う銀行員

### リカーリング
- レベッカ・アボット : クリステン・コノリー (S1) , Monette Moio (S2) - 失踪したペリーの妻でエイミーの母
- ウェイン・ティラーソン : ウィル・パットン - ティラーソン家の家長
- トレヴァー・ティラーソン : Matt Lauria（丸中康司[6]） - ティラーソン家の長男
- カール・クリーヴァ― : ケヴィン・チャンバーリン - 郡の査定官
- パトリシア・ティラーソン : Deirdre O'Connell - ウェインの元妻でトレヴァー、ルーク、ビリーの母
- マット : Matthew Maher - 保安官代理
- マーサ : MorningStar Angeline - ジョイの妻
- ケン牧師 : Johnny Sneed - アボット家の通う教会の牧師

## エピソード

### シーズン1のエピソード
| 通算 話数 | シーズン 話数 | タイトル             | 監督                       | 脚本                            | 公開日        |
| --- | ------------- | -------------------- | -------------------------- | ------------------------------- | ------------- |
| 1 | 1             | "穴" "The Void"      | アロンソ・ルイスパラシオス | Brian Watkins                   | 2022年4月15日 |
| ワイオミング州ウォバングで牧場を営むロイヤル・アボットをオータムという女性が訪れてキャンプをする許可を得る。ロイヤルと息子のペリーとレットは隣人のティラーソン牧場の息子のトレヴァー、ルーク、ビリーに会い、西側の土地はティラーソン家の所有であり、渡さなければ裁判に訴えると脅される。ロイヤルは西側の土地で奇妙な底なしの穴を見つけ、手を伸ばすと未来の幻視を見る。帰宅すると、保安官代理のジョイが、ペリーの嫁レベッカの失踪事件の捜査を終了すると通告に来ている。夜、地元のバーでペリーがトレヴァーと喧嘩になり殴り殺してしまう。ペリーとレットは死体をアボット牧場に密かに持ち帰る。ルークとビリーはアボット家を疑って押しかける。ロイヤルはトレヴァーの死体を穴に投げ込み隠蔽する。オータムはそれを見て、ロイヤルを穴に突き落とす。 |               |                      |                            |                                 |               |
| 2 | 2             | "土地" " The Land"   | アロンソ・ルイスパラシオス | Brian Watkins                   | 2022年4月15日 |
| 翌朝、ロイヤルは草原で目覚め、帰宅して妻のセシリアおよび息子たちと、隠蔽のために話を合わせる。ルークはジョイに会い、来る保安官選挙での支持を匂わせてトレヴァー捜索を求める。ロイヤルとペリーは弁護士に会い、アボット家との係争が不利であると聞かされる。ロイヤルは病気のアボット家の長ウェインに会い、西側の係争地の代わりに東側の土地を渡すと提案するが拒否される。オータムは、ペリーの娘エイミーに会い、アボット牧場の不思議なシンボルに魅かれて来たと話す。ロイヤルは牛を穴の周辺から移動させる。夜、オータムはロイヤルに未来で何を見たか問いただす。ロイヤルは、人々が見守る中、穴のそばで目覚め、セシリアに自分が2年前に死んだと聞かされた後、逃げろと言われたこと、ルークに足を撃たれて穴に飛び込んだことを思い出す。                |               |                      |                            |                                 |               |
| 3 | 3             | "遺体" "The Time"    | Jennifer Getzinger         | Zev Borow                       | 2022年4月22日 |
| ジョイは、町の人々が失踪していると聞かされる。セシリアは町でレベッカを見かける。ジョイはレットの血がトレヴァーのバックルについていたことを問いただし、レットはトレヴァーと喧嘩をしたと認める。ロイヤルは、未来に旅したことをオータムに認め、時間旅行の話を聞かせる代わりに死体遺棄を秘密にすることを求める。山が一瞬消えたのを町の人々が目撃する。エイミーがトレヴァーの死体を山で見つけ、ロイヤルがジョイに通報する。 |               |                      |                            |                                 |               |
| 4 | 4             | "喪失" "The Loss"    | Jennifer Getzinger         | Brian Watkins & Lucy Thurber    | 2022年4月22日 |
| 9か月前、ティラーソン牧場の雇い人がアボット牧場付近で奇妙な石を見つけて、ウェインはアボット家の西側の土地に固執し始める。現在、ジョイはアボット家による殺人を疑い、レットのアリバイを主張する恋人のマリアを尋問する。ウェインの元妻のパトリシアが街に戻り息子の死因を追及する。ロイヤルは、ティラーソン家の土地の権利を認めた郡の査定官カールを収賄だと責めるが、逆に聴聞会の予定を早められる。トレヴァーの死亡推定時刻は検死で大幅に変わり、アボット家のアリバイが認められる。だがパトリシアは葬式での態度でペリーが犯人だと確信する。ロイヤルはオータムからポーカーでネックレスを奪う。ウェインは奇妙な石の徴を見てアボット家の土地に入り、穴を見つける。ロイヤルと喧嘩になり、石で殴り昏倒させる。                                      |               |                      |                            |                                 |               |
| 5 | 5             | "石" "The Soil"      | Amy Seimetz                | Dominic Orland & Naledi Jackson | 2022年4月29日 |
| ウェインは脳卒中で倒れ、アボット家の西側の土地を取り上げる手続きは止まる。ジョイはペリーがトレヴァーを殴ったという証言を得る。オータムはネックレスを取り戻そうとアボット家に忍び込むもセシリアに阻止され、ペリーに接近する。セシリアは熊の仔の死体を見つける。ロイヤルはネックレスの中の黒い鉱物と、未来で見た採掘会社"BY9"を調べる。 |               |                      |                            |                                 |               |
| 6 | 6             | "家族" "The Family"  | Amy Seimetz                | Dominic Orland & Lucy Thurber   | 2022年4月29日 |
| ジョイはペリーとレットの逮捕を図るも、検死の結果を知った地方検事が拒否する。ロイヤルは、ネックレスの返却を求めるオータムを脅し、テントを焼き払う。オータムはビリーに穴を見せる。ロイヤルがトレヴァーを殺したと保安官に話すようペリーを促すが、ペリーは自分の犯行を自白する。パトリシアとルークは全財産をルークのものにしようとするが、意識を失ったままのウェインの遺言書には、全財産をビリーに譲るとある。カールは交通事故を起こす。 |               |                      |                            |                                 |               |
| 7 | 7             | "未知" "The Unknown" | Lawrence Trilling          | Zev Borow and Brian Watkins     | 2022年5月6日  |
| ペリーは逮捕されたのち。アボット牧場を抵当にして保釈される。ビリーはルークに穴を見せる。セシリアは熊に襲われて撃ち殺す。ビリーはオータムに手出ししないようロイヤルを脅す。ルークは父を殺そうとしてビリーに止められる。ロイヤルはペリーに、1886年に8歳で父を誤射して殺してしまい、穴に逃げ込んで1968年に飛んでアボット家に育てられたことを語る。ペリーがレベッカを探しに穴に飛び込むと穴は消える。それをオータムが見守る。 |               |                      |                            |                                 |               |
| 8 | 8             | "告白" "The West"    | Lawrence Trilling          | Brian Watkins                   | 2022年5月6日  |
| ジョイはありえないほどのバイソンの大群とそれを追う先住民たちを見かける。ペリーが戻らないとアボット牧場は没収の憂き目にあう。ロイヤルはオータムを狙い、オータムも武器を用意してロイヤルを呼び出す。エイミーは行方不明だった母レベッカに再会して同行する。レットはロデオ大会で優勝し、町を出ようとマリアを誘う。ルークが穴を掘るとバイソンの群れが飛び出してくる。ビリーとオータムはロイヤルと撃ち合い、ビリーは撃たれ、オータムはバイソンの群れに巻き込まれて負傷する。ロイヤルはオータムにエイミーと同じ額の傷があることに気づいて家に連れ帰る。 |               |                      |                            |                                 |               |

### シーズン2のエピソード
| 通算 話数 | シーズン 話数 | タイトル                                 | 監督                           | 脚本                                                                   | 公開日        |
| --- | ------------- | ---------------------------------------- | ------------------------------ | ---------------------------------------------------------------------- | ------------- |
| 9 | 1             | "ウォバングの一夜" "One Night in Wabang" | グウィネス・ホーダー＝ペイトン | Cameron Litvack & Glenise Mullins                                      | 2024年5月16日 |
| ジョイは過去に送られ、先住民同士の戦いに巻き込まれる。ペリーが穴を通って時代を遡り、若いころの両親に会う。 ロイヤルはオータムがエイミーの成長した姿だと知り病院に連れて行くが、オータムはエイミーであったころの記憶を失っている。セシリアはロイヤルの話を聞かず、必死にエイミーを探し、レベッカが目撃されたと聞く。レベッカはエイミーを乗せて車を走らせる。レットとマリアは町を出ようとする。ウェインは回復し病床を離れる。重傷を負ったビリーもまた病院に担ぎ込まれる。ロイヤルは自分が1878年生まれであることをセシリアに告白する。 |               |                                          |                                |                                                                        |               |
| 10 | 2             | "跡をたどって" "Traces to Somewhere"     | グウィネス・ホーダー＝ペイトン | Dagny Atencio Looper & Jenna Westover and Doug Petrie & Marilyn Thomas | 2024年5月16日 |
| 過去に旅したペリーは若い父ロイヤルに素性を明かし、レベッカ捜索の助けを求める。ロイヤルはセシリアの家に厄介になっており、未婚のセシリアはウェインを恋人にしている。ジョイは過去で1972年から来た先住民の時間旅行者に会い、自分が1882年にいると聞かされる。 オータムはアボット家に住み始め、自分が養女になった以前の記憶がないことをセシリアに話す。保安官代理のマットやジョイの妻マーサは行方不明のジョイを探す。マーサは19世紀の先住民の写真の中にジョイの姿を認める。ロイヤルは採掘会社"BY9"に行き、科学者にアボット家の土地の下には時間が流れていると言われる。レットとマリアはエイミーが行方不明と知って町に残る。ビリーは意識を回復する。ウェインとルークはアボット家に復讐を誓う。 |               |                                          |                                |                                                                        |               |
| 11 | 3             | "それぞれの傷" "Everybody Hurts"         | Deborah Kampmeier              | Dagny Atencio Looper & Glenise Mullins                                 | 2024年5月16日 |
| 過去でペリーは父ロイヤルと新しい生活を送る。 ビリーは退院して家に戻るも寝たきりとなる。ルークは父の命令で嫌々ビリーを看病する。ルークは弟の部屋の黒い鉱物を服用し、不思議なビジョンを見る。ペリーが姿を消したため、保釈違反でアボット家の牧場は没収の見込みとなる。セシリアはウェインに50万ドルの都合を頼み、ウェインは西側の土地とセシリアを自分から奪ったロイヤルの謝罪を代償とする提案をする。ロイヤルの目の前で、ジョイが穴から這い出して来る。 |               |                                          |                                |                                                                        |               |
| 12 | 4             | "ジョイへの抒情詩" "Ode to Joy"          | Blackhorse Lowe                | Aïda Mashaka Croal & Randy Redroad                                     | 2024年5月16日 |
| 1886年、ショショーニ族と共に4年間暮らしたジョイは、重病となった時間旅行者の代わりに白人との交渉役となる。バイソンを追って白人入植者の土地に入り込んだ一族の少女が捕らえられ、ジョイは奪回するも足を負傷する。ロイヤルと父リーヴァイは追っ手に加わる。ロイヤルはジョイを見つけるも、ジョイの代わりに暴力的な父を射殺する。入植者たちはショショーニ族のキャンプを襲い、待ち伏せされる。ロイヤルは地面に開いた穴に飛び込み、ジョイも後を追う。ジョイは穴から出て、元の時代のの老いたロイヤルに再会する。 |               |                                          |                                |                                                                        |               |
| 13 | 5             | "この世は舞台" "All the World's a Stage" | Deborah Kampmeier              | Doug Petrie & Randy Redroad                                            | 2024年5月16日 |
| ジョイは警察の部下たちに受け入れてもらえる話をでっち上げるため、ロイヤルに頼んで居留地内の病院に連れて行ってもらう。ロイヤルがウェインの資金提供を拒否したためにセシリアは牧場を失う見込みに苦しみ、レベッカのもとにいるエミリーと電話をするも、母を追い出したと非難される。オータムは、ルークからもらった黒い鉱物を服用してエミリーだった頃のビジョンを見る。ロイヤルはセシリアに黒い穴を見せる。 |               |                                          |                                |                                                                        |               |
| 14 | 6             | "背中合わせ" "Do-Si-Do"                  | ジョシュ・ブローリン           | Aïda Mashaka Croal & Marilyn Thomas                                    | 2024年5月16日 |
| 過去、ペリーはウェインを殴ったことで逆襲され、ロイヤルに救われる。耳鳴りに悩まされる。 鉱物を服用して未来を見たオータムは異常な行動を取る。ロイヤルは穴をレットに見せる。ケン牧師の奔走でペリーの保釈金の都合がつき、アボット牧場は没収を逃れる。激怒したウェインは鉱物を服用し、過去でペリーに会ったことを思い出す。ビリーは急速に回復して病床を離れる。ルークがオータムに接近することを嫌い、兄と乱闘して殴り倒される。ロイヤルとセシリアはレベッカとエイミーの居場所を突き止める。"BY9"の科学者ニア・ビントゥがレットに接近する。ジョイはマーサに時間旅行のことを打ち明ける。職務に復帰するも耳鳴りで意識を失う。 |               |                                          |                                |                                                                        |               |
| 15 | 7             | "無垢との決別" "The End of Innocence"    | Catriona McKenzie              | Cameron Litvack & Jenna Westover                                       | 2024年5月16日 |
| 過去、ペリーは若いロイヤルによって穴に突き落とされ、元の時代の、数日前の自分がトレヴァーと乱闘した日に戻って介入し、トレヴァーが逆襲して自分を殺すところを見る。死んだ自分を黒い穴に投げ込んで入れ替わる。 ビリーはルークに殴り殺されており、ルークはオータムと逃亡する。ウェインは三男の死を悲しんで家に火をつけ、穴に飛び込む。ルークとオータムはレベッカの隠れ場所を探し出し、エイミーを祖父母のもとに連れ帰るとレベッカを説得してエイミーを連れ出す。直後にロイヤルとセシリアもレベッカの居場所に着き、オータムがエイミーを穴に投げ込むつもりだと知ってジョイに助けを求める。ジョイは穴の前で待ち構え、ルークを殴り倒しオータムを撃つもエイミーは穴に落ち、ロイヤルは穴に向かう途中で倒れ、穴は消える。記憶を無くしたエイミーは時間を遡った浜辺で目を覚まし、救助されてオータムと名乗る。 |               |                                          |                                |                                                                        |               |